# Walburgisgymnasium Menden
Das Walburgisgymnasium ist ein Privatgymnasium in Menden unter privater Trägerschaft der Schwestern der hl. Maria Magdalena Postel. Der Abschluss wird an allen weiterführenden Schulen anerkannt. Finanziert wird die Schule durch staatliche Zuschüsse, die Katholische Kirche und private Spenden.
In das dreizügige Gymnasium und die einzügige Realschule werden jedes Jahr um die 120 neue Sextaner aufgenommen.
Jährlich bietet die Schule u. a. einen Austausch für Schüler der siebten (bei 12-jährigem Abitur sechste Klasse) und neunten Klasse mit einer Partnerschule in St. Hillaire du Harcouet, Adelaide und in Fougères an. Außerdem ist es fast immer (ausschließlich in der Qualifikationsphase) möglich einen Schüler in anderen Ländern (vornehmlich Frankreich) mit dortigem Schulbesuch für bis zu einem Jahr zu besuchen. Zusätzlich ist es möglich, in der Stufe 11 einen dreimonatigen, halbjährigen oder ganzjährigen Auslandsaufenthalt zu absolvieren.

## Geschichte
Die Schule wurde 1919 als katholisches Mädchengymnasium eröffnet. Der Unterricht fand zunächst in angemieteten Räumen statt und wurde von Ordensschwestern aus Heiligenstadt gegeben. Katholische Mädchen aus Menden und Umgebung konnten eine höhere Schulbildung und die Mittlere Reife erwerben.
Die Schule zog 1931 in das neu erbaute Schulgebäude am Schwitter Weg um und wurde in „Walburgis-Lyzeum“ umbenannt. Das Gebäude mit seiner Christ-König-Kapelle steht seit dem 4. März 1983 unter Denkmalschutz. Dem Gymnasium war ein Internat angeschlossen. Unter nationalsozialistischer Herrschaft wurde die Schule schrittweise aufgelöst. Es durften ab 1938 keine Schülerinnen mehr aufgenommen werden. Ein Teil des Gebäudes wurde als Reservelazarett benutzt. Zudem wurde zum Ende des Krieges eine Flakstellung in der Nähe der Kirche errichtet, um so länger von den alliierten Flugzeugen unentdeckt zu bleiben.
Nach dem Zweiten Weltkrieg wurde die Schule 1946 wiedereröffnet und zum Gymnasium mit Oberstufe ausgebaut. Die ersten Schülerinnen erhielten 1949 ihr Abiturzeugnis. Die wachsende Zahl von Schülerinnen machte bauliche Erweiterungen notwendig. Neue Fach- und Klassenräume sowie eine Sporthalle wurden 1975 fertiggestellt. Im gleichen Jahr wurden erstmals auch Jungen aufgenommen.
Umbaumaßnahmen im Altbau ermöglichten es 2000, eine Cafeteria einzurichten. Außerdem entstanden ein Mehrzweckraum und weitere, auch behindertenfreundliche, Toiletten. Ein Anbau schaffte 2006 neuen Platz für zwei moderne Chemieräume und zwei neue Unterrichtsräume. Zudem wurden teilweise moderne Fenster und Türen im Fachtrakt der Naturwissenschaften installiert sowie Blitzableiter auf der Schule. Mittel aus dem Konjunkturpaket 2 des Bundes ermöglichten weiterhin den Austausch der einfach verglasten Fenster des denkmalgeschützten Altbaus durch energieeffiziente Nachbildungen der Originale.
Ab dem Schuljahr 2013/2014 wird der einzügige Bildungsgang Realschule angeboten.
2015 wurde Schwester Maria Thoma Dikow, bis dahin Schulleiterin, Generaloberin der Schwestern der hl. Maria Magdalena Postel.

## Diverses
Die Förderung der musischen Kompetenz ist der Schule ein Anliegen. So bereiten bereits die Sextaner Musicals vor, die dann vor einem großen Auditorium in der Schulaula aufgeführt werden. 2008 entstand das von Schülern und Lehrern selbst geschriebene Musical „Walburga“. Seit 2018 wird in der Unterstufe des Gymnasiums die Teilnahme an der Vokalklasse angeboten, zahlreiche Musik-AGs sind zentraler Bestandteil des breiten Angebots an Arbeitsgemeinschaften.
Das Roboterteam „Attraktivundpreiswert“ schaffte im Dezember 2006 als 13. des Mitteleuropawettbewerbs in Magdeburg die Qualifikation für das „Open European Championship“ im Mai 2007 in Norwegen. Außerdem bekamen die 8 Schüler noch den Future Award der Firma Thyssenkrupp verliehen. Beim Wettbewerb in Norwegen gelang dem Team der Einzug ins Achtelfinale und schließlich der 9. Platz im Robot-Game. Insgesamt waren 66 Teams aus der ganzen Welt beim Wettbewerb angetreten. Auch in der FIRST LEGO League Saison 2007 war das Roboterteam erfolgreich. Das Team qualifizierte sich für das mitteleuropäische FLL-Finale und belegte dort den vierten Platz von insgesamt 460 teilnehmenden Teams in der Saison. Außerdem wurden die Schülerinnen und Schüler mit dem SAP-Award für die beste Programmierung ausgezeichnet. Das Roboterteam konnte das High Tech Kids FIRST LEGO League International Open in Minneapolis gewinnen. In der FLL-Saison 2009 qualifizierte sich das Team beim mitteleuropäischen Finale in Paderborn für die Open International Championship, die im Mai 2010 in Kaohsiung (Taiwan) stattfanden. Dort wurde die siebenköpfige Mannschaft Erster und gewann den Champion’s Award.

## Regelmäßige Veranstaltungen
Alle zwei Jahre wird ein sogenannter „Hungermarsch“ veranstaltet, um für ein Kinderdorf in Cochabamba (Bolivien) und andere Projekte der Ordensschwestern zu sammeln.

## Bekannte Absolventen
- Matthias Eggers (* 1985), CDU-Landtagsabgeordneter in Nordrhein-Westfalen
- Laura Narjes (* 1990), TV-Moderatorin in Griechenland[4]
- Sascha Rotermund (* 1974), Schauspieler und Synchronsprecher, Abitur 1993
- Thomas Schürmann (* 1979), politischer Beamter, Abitur 1999